# Julián Chicco
Julián Antonio Chicco (Brinkmann, Córdoba, Argentina; 13 de enero de 1998) es un futbolista argentino. Juega de mediocampista y su equipo actual es el Club Deportivo Leganés de la Primera División de España. Es hermano de Ignacio Chicco, arquero quien juega en Belgrano de Córdoba.

## Trayectoria

### Colón de Santa Fe
Comenzó su carrera como jugador en las inferiores de Centro Social y luego pasó a Colón.
El 20 de enero de 2014 viajó junto a un emisario de Manchester United a las instalaciones de Los Diablos Rojos para realizarse una prueba. Ni bien arribaron a Mánchester, desde el club les mostraron todas las instalaciones y les dieron las instrucciones y cronograma para el tiempo en que dure esta prueba. Julián tuvo varios entrenamientos y algunos partidos amistosos, aunque, no logró quedar.

### Boca Juniors
Tras su fallido intento por ser jugador de Manchester United, se cierra su traspaso a Boca Juniors, junto al otro juvenil del club santafesino Matías Roskopf, por la suma de 2 millones de pesos.
En diciembre de 2014 estuvo muy cerca de ser traspasado a la Juventus de Italia, aunque se especula que aún podría darse un préstamo de 18 meses a La Vecchia Signora con opción de compra.
Caído el préstamo a Juventus el volante siguió demostrando un alto nivel de desempeñó en reserva es por eso que el día 27 de febrero de 2016 es convocado por Rodolfo Arruabarrena para integrar el plantel de primera división quedando en la lista de concentrados para enfrentar a Racing Club por el torneo transición de Argentina 2016.
Debutó profesionalmente el 30 de abril de 2016, en un partido correspondiente a la fecha 13 del torneo de transición, en el que Boca cayó derrotado 0-1 frente a Argentinos Juniors, disputando los 90 minutos.

### Patronato
En junio de 2019, Boca y Patronato arreglaron el préstamo del jugador a la institución paranaense, donde llegó por una cesión por un año. El cordobés logró mantener una regularidad en el elenco paranaense a lo largo de la temporada. Consiguió marcar sus primeros goles en Primera División, los cuales fueron a Rosario Central por la Fecha 4 de la Superliga Argentina de Fútbol y a San Lorenzo por la Fecha 1 de la Copa de la SuperLiga. El 30/6 se le venció su contrato con el Rojinegro y se le comunicó que no sería tenido en cuenta por el director técnico Gustavo Álvarez.

### CD  Leganés
El 12 de julio del 2023, llega libre desde Colón al CD Leganés de la Segunda División de España firmando contrato hasta junio del 2025.

## Selección nacional

### Selección Argentina Sub-15
En agosto de 2013 fue convocado por el técnico Miguel Ángel Lemme para disputar la Copa de Naciones Sub-15 llevada a cabo en México. Logró el primer puesto con la selección.
En noviembre de 2013 formó parte de la Selección Argentina Sub-15, disputando el Campeonato Sudamericano Sub-15 de 2013 en Bolivia, logrando el tercer puesto.

### Selección Argentina Sub-17
El 1 de marzo de 2014 estuvo entre los 18 convocados por el técnico Miguel Ángel Lemme para disputar el Torneo masculino de fútbol en los Juegos Suramericanos de 2014 con la Sub-17 en el cual ganó la medalla de plata.
El 25 de enero de 2015, Miguel Ángel Lemme incluyó a Julián Chicco en la Preselección Sub-17 de 31 jugadores para disputar el Campeonato Sudamericano Sub-17 a disputarse en Paraguay, de esta nómina quedarán 22 jugadores. Los jugadores se entrenarán de cara al certamen a partir del 26 de enero.
El 20 de febrero de 2015, Miguel Ángel Lemme, director técnico de la Selección Argentina Sub-17, entregó una lista con los 22 futbolistas en el cual fue convocado para que comenzara a entrenarse de cara al Campeonato Sudamericano Sub-17 de la categoría que se disputará a partir de marzo en Paraguay.

### Participaciones con la selección
| N.º | Torneo                              | Sede     | Resultado     |
| --- | ----------------------------------- | -------- | ------------- |
| 1   | Copa México de Naciones Sub-15 2013 | México   | Campeón       |
| 2   | Sudamericano Sub-15 2013            | Bolivia  | Tercer lugar  |
| 3   | Juegos Suramericanos Sub-17 de 2014 | Chile    | Segundo lugar |
| 4   | Sudamericano Sub-17 2015            | Paraguay | Cuarto lugar  |

## Estadísticas

### Clubes
| Boca Juniors Argentina                      | 1.ª                 |                     |     |   |    |   |   |   |     |   |
| Boca Juniors Argentina                      | 1.ª                 | 2016                | 3   | 0 | —  | — | — | — | 3   | 0 |
| Boca Juniors Argentina                      | 1.ª                 | 2016-17             | —   | — | —  | — | — | — | 0   | 0 |
| Boca Juniors Argentina                      | 1.ª                 | 2017-18             | 2   | 0 | —  | — | — | — | 2   | 0 |
| Boca Juniors Argentina                      | 1.ª                 | 2018-19             | 5   | 0 | —  | — | — | — | 5   | 0 |
| Boca Juniors Argentina                      | Total club          | Total club          | 10  | 0 | 0  | 0 | 0 | 0 | 10  | 0 |
| Patronato Argentina                         | 1.ª                 |                     |     |   |    |   |   |   |     |   |
| Patronato Argentina                         | 1.ª                 | 2019-20             | 15  | 1 | 2  | 1 | — | — | 17  | 2 |
| Patronato Argentina                         | Total club          | Total club          | 15  | 1 | 2  | 1 | 0 | 0 | 17  | 2 |
| Sarmiento Argentina                         | 1.ª                 |                     |     |   |    |   |   |   |     |   |
| Sarmiento Argentina                         | 1.ª                 | 2021                | 17  | 0 | 1  | 0 | — | — | 18  | 0 |
| Sarmiento Argentina                         | 1.ª                 | 2022                | 0   | 0 | 10 | 0 | 0 | 0 | 10  | 0 |
| Sarmiento Argentina                         | Total club          | Total club          | 17  | 0 | 11 | 0 | 0 | 0 | 28  | 0 |
| Colón Argentina                             | 1.ª                 |                     |     |   |    |   |   |   |     |   |
| Colón Argentina                             | 1.ª                 | 2022                | 13  | 0 | —  | — | 0 | 0 | 13  | 0 |
| Colón Argentina                             | 1.ª                 | 2023                | 18  | 0 | 1  | 0 | — | — | 19  | 0 |
| Colón Argentina                             | Total club          | Total club          | 31  | 0 | 1  | 0 | 0 | 0 | 32  | 0 |
| Leganés · España                            | 2.ª                 | 2023-24             | 32  | 2 | 2  | 0 | — | — | 34  | 2 |
| Leganés · España                            | 1.ª                 | 2024-25             | 14  | 0 | 4  | 0 | — | — | 18  | 0 |
| Leganés · España                            | Total club          | Total club          | 46  | 2 | 6  | 0 | 0 | 0 | 52  | 2 |
| Total en su carrera                         | Total en su carrera | Total en su carrera | 119 | 3 | 16 | 1 | 0 | 0 | 125 | 4 |
| (3) No incluye goles en partidos amistosos. |                     |                     |     |   |    |   |   |   |     |   |

## Palmarés

### Campeonatos nacionales
| Título           | Equipo       | País      | Año     |
| ---------------- | ------------ | --------- | ------- |
| Primera División | Boca Juniors | Argentina | 2016-17 |
| Primera División | Boca Juniors | Argentina | 2017-18 |
| Segunda División | CD Leganés   | España    | 2023-24 |